# Vápenná
Vápenná (in tedesco Setzdorf) è un comune della Repubblica Ceca facente parte del distretto di Jeseník, nella regione di Olomouc.